# Spongia tectoria
Spongia tectoria är en svampdjursart som beskrevs av Hyatt 1877. Spongia tectoria ingår i släktet Spongia och familjen Spongiidae. Inga underarter finns listade i Catalogue of Life.